# Isidro Barrio Barrio
Isidro Barrio Barrio (ur. 5 maja 1943 w Villafranca Montes de Oca) – hiszpański duchowny rzymskokatolicki posługujący w Peru, w latach 2005–2021 biskup Huancavélica.

## Życiorys
Święcenia kapłańskie otrzymał 6 lipca 1968 i został inkardynowany do archidiecezji Burgos. Do 1986 pełnił przede wszystkim funkcję wikariusza w wielu parafiach archidiecezji. W 1986 wyjechał do Peru i rozpoczął pracę w diecezji Huancavélica. Był m.in. wikariuszem generalnym tejże administratury i rektorem niższego seminarium.
10 kwietnia 2002 został mianowany biskupem koadiutorem diecezji Huancavélica. Sakry biskupiej udzielił mu 25 maja tegoż roku ówczesny biskup Huancavélica, William Dermott Molloy McDermott. Po rezygnacji bp. Molloya 18 czerwca 2005 przejął rządy w diecezji.
21 maja 2021 papież Franciszek przyjął jego rezygnację z  pełnionej funkcji.